# Occupational Safety and Health Administration

Logotipo da OSHA

Occupational Safety and Health Administration (OSHA, Administração de Segurança e Saúde Ocupacional) dos Estados Unidos é uma agência do Departamento do Trabalho dos Estados Unidos. Ela foi criada pelo Congresso dos Estados Unidos sob o Ato de Segurança e Saúde Ocupacional (Occupational Safety and Health Act), assinado pelo Presidente Richard M. Nixon, em 29 de dezembro de 1970. Sua missão é impedir acidentes do trabalho, doenças e acidentes mortais no trabalho através da emissão e aplicação de regras chamadas normas de segurança e saúde no trabalho. A agência é chefiada por um Vice-secretário Assistente do Trabalho.